# Грос-Крамс
Грос-Крамс (нем. Groß Krams) — община в Германии, в земле Мекленбург-Передняя Померания.
Входит в состав района Людвигслуст. Подчиняется управлению Хагенов-Ланд.  Население составляет 195 человек (на 31 декабря 2010 года). Занимает площадь 10,32 км².